# Club Atlético Defensores de Belgrano
El Club Atlético Defensores de Belgrano és un club de futbol argentí de la ciutat de Buenos Aires, al barri de Belgrano. Juga els seus partits a l'estadi Juan Pasquale, al districte de Núñez.

## Història

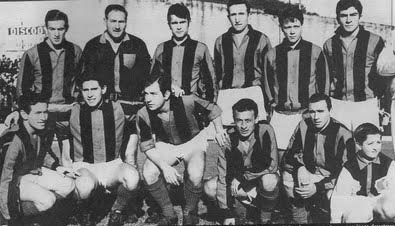
The 1967 team that won the Primera B title that year.

El club va ser fundat el 25 de maig de 1906. Debutà a primera divisió el 1915. Retornà novament a primera el 1918, on hi romangué fins 1934, any en què la Asociación Amateurs Argentina de Football (AAF) (on jugava Defensores) s'uní a la lliga professional, passant la AAF a la segona divisió.

## Futbolistes destacats
- Ariel Ortega[4][5]

## Palmarès
- División Intermedia (2): 
  - 1914 FAF, 1917
- Primera B (2): 
  - 1967, 2000-01
- Primera C (4): 
  - 1953, 1958, 1972, 1991-92